# Cantherhines sandwichiensis
Cantherhines sandwichiensis är en fiskart som först beskrevs av Jean René Constant Quoy och Joseph Paul Gaimard 1824.  Cantherhines sandwichiensis ingår i släktet Cantherhines och familjen filfiskar. Inga underarter finns listade.